# Bielawy (gromada w powiecie włocławskim)
Bielawy – dawna gromada, czyli najmniejsza jednostka podziału terytorialnego Polskiej Rzeczypospolitej Ludowej w latach 1954–1972.
Gromady, z gromadzkimi radami narodowymi (GRN) jako organami władzy najniższego stopnia na wsi, funkcjonowały od reformy reorganizującej administrację wiejską przeprowadzonej jesienią 1954 do momentu ich zniesienia z dniem 1 stycznia 1973, tym samym wypierając organizację gminną w latach 1954–1972.
Gromadę Bielawy z siedzibą GRN w Bielawach utworzono – jako jedną z 8759 gromad na obszarze Polski – w powiecie włocławskim w woj. bydgoskim, na mocy uchwały nr 24/17 WRN w Bydgoszczy z dnia 5 października 1954. W skład jednostki weszły obszary dotychczasowych gromad Bielawy, Krowice i Kazanie ze zniesionej gminy Piaski oraz obszary dotychczasowych gromad Rzadka Wola i Rzadka Wola Parcele ze zniesionej gminy Falborz w tymże powiecie. Dla gromady ustalono 23 członków gromadzkiej rady narodowej.
Gromadę zniesiono 31 grudnia 1959, a jej obszar włączono do gromady Lubraniec (wsie Bielawy, Kazanie i Krowice oraz miejscowości Kazanie Kolonia, Krowice Folwark, Rozkosz Towarzystwo i Rozkosz Osada) i do znoszonej gromady Falborz (wsie Rzadka Wola, Nowa Rzadka Wola, Rzadka Wola Parcele i Rzadka Wola Folwark) w tymże powiecie.